# 基爾梅龍屬
基尔梅龙（属名：Quilmesaurus）是肉食性兽脚类恐龙的一个属，生存于晚白垩世坎帕阶的阿根廷巴塔哥尼亚，为阿贝力龙科成员，与食肉牛龙等物种关系较近。该属的唯一已知残骸是腿骨，与各种阿贝力龙科存在相似之处，但缺乏自衍征，可能使其变为不确名或疑名。

## 发现与命名

骨骼重建

20世纪80年代末，海梅·鲍威尔（Jaime Powell）领导的国立图库曼大学（Universidad Nacional Tucumán）的一名野外工作人员在阿根廷南部内格罗河省罗卡将军市以南40公里处的萨利特拉尔－奥约－德－阿瓜（Salitral Ojo de Agua）附近发现一具兽脚类遗骸。2001年，罗多尔夫·科里亚（Rodolfo Aníbal Coria）命名并描述模式种柯氏基尔梅龙（Quilmesaurus curriei）。属名取自美洲原住民基尔梅斯人，种名纪念加拿大兽脚类专家菲力·柯里（Philip John Currie）博士。
正模标本兼唯一已知标本编号为MPCA-PV-100，现保存于“卡洛斯·阿米希诺”省博物馆（Museo Provincial "Carlos Ameghino"），由右股骨远端和完整的右胫骨组成，皆收集于内乌肯盆地马拉圭群的艾伦组，其沉积物的地质年龄可追溯到坎帕阶至马斯特里赫特阶，而标本出自地层底部的河流砂岩。值得注意的是，该分类单元代表巴塔哥尼亚最年轻的非鸟类兽脚亚目记录之一。

## 描述

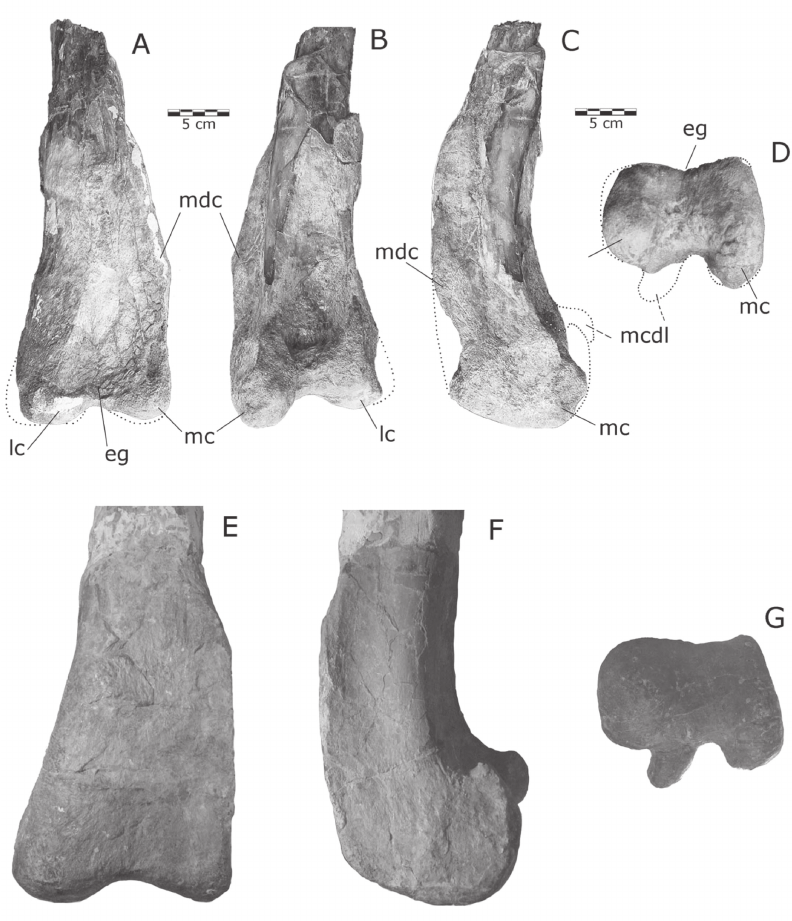
基尔梅龙股骨（A至D）与食肉牛龙（E至G）的比较

股骨保留部分坚固且呈方形，顶部背面有突出的髁用于连接胫骨和腓骨。与内髁（与胫骨相连）相比，外髁（与腓骨相连）从前到后倾斜度略低，但两侧宽度较大。外髁上还有一指状骨刺，称作上髁，尽管在唯一一已知的基尔梅龙股骨中该骨刺已经折断。内髁正上方有一个低而明显的嵴，称作中远嵴（Mesiodistal crest），该嵴自骨骼其余部分向动物身体的中线突出。髁正上方有一浅而宽的下降区域，称作伸肌沟（Extensor groove）。总体而言，股骨与其它阿贝力龙科几乎相同。

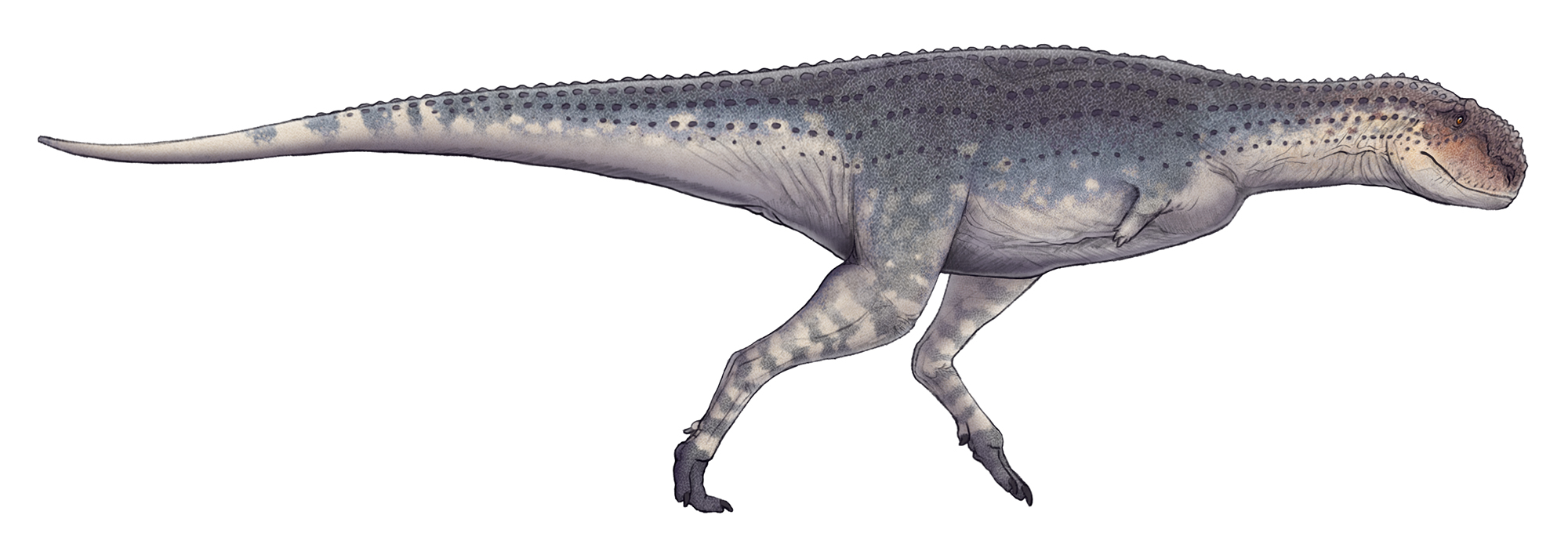
复原图

胫骨近端有许多复杂特征。胫骨近端有一指向前方的巨型斧状结构，称作胫嵴（Cnemial crest），由于一个指向下方的突起――称作腹突（Ventral process）――的存在，胫嵴尖端呈钩状。尽管科里亚（2001年）认为钩状胫嵴是基尔梅龙所独有的特征，但瓦列里等人（2007年）指出，该结构也为奥卡龙、玛君龙及地位未定的阿贝力龙科膝龙所拥有。胫骨远端存在自己的突起，与髁骨相连，称作踝。从前面看，该结构呈不对称三角形，较大的外踝比较小的内踝更向远侧突出。这一特征组合曾被认为是该属所独有的。然而瓦列里等人（2007年）指出胜王龙胫骨远端之非常相似。
2016年估计基尔梅龙长5.3（17英尺），使其成为最小的衍生阿贝力龙科之一，尽管其腿部在比例上与该科最大成员之一的密林龙一样强壮。

## 分类
最初描述时，科里亚未能发现比兽脚亚目更精确的分类地位。他将胫骨远端关节面上的一个缺口作为其可能与基干坚尾龙类存在关系的证据――该结论令人震惊，因为基尔梅龙生存于阿贝力龙科及鲨齿龙科支配南美兽脚类动物群的时代。相同地层中已发现其它兽脚类材料，并于2005年暂时归入坚尾龙类。然而，鲁本·华雷斯·瓦列里（Rubén Juárez Valieri）等人2004年的一篇摘要（后来又于2007年发表全文）中得出结论：从斧状胫嵴来看，基尔梅龙属于阿贝力龙科成员。
与斑龙超科不同，基尔梅龙胫骨没有明显的前内侧壁（Anteromedial buttress），而是有一巨型胫嵴。由于胫骨远端形状不对称且距骨窝更浅，因此基尔梅龙也不属于虚骨龙类。最后，浅而宽（而非深而窄）的伸肌沟及上下平行的颈嵴将其从肉食龙类中排除。
然而，一些特征确实支持其在角鼻龙类中的位置，包括明显的胫嵴和股骨中远嵴。不对称的胫骨远端及小型距骨窝明确地将其置于阿贝力龙科。保存下来的骨骼与该科各种分类单元具有相同特征，尽管这种相似性很普遍，似乎在分类群之间随机出现，因此难以进行更准确的分类。钩状胫嵴表明基尔梅龙是食肉牛龙亚科成员，塞里诺（1998年）将其定义为包括所有更接近食肉牛龙而非阿贝力龙的阿贝力龙科。

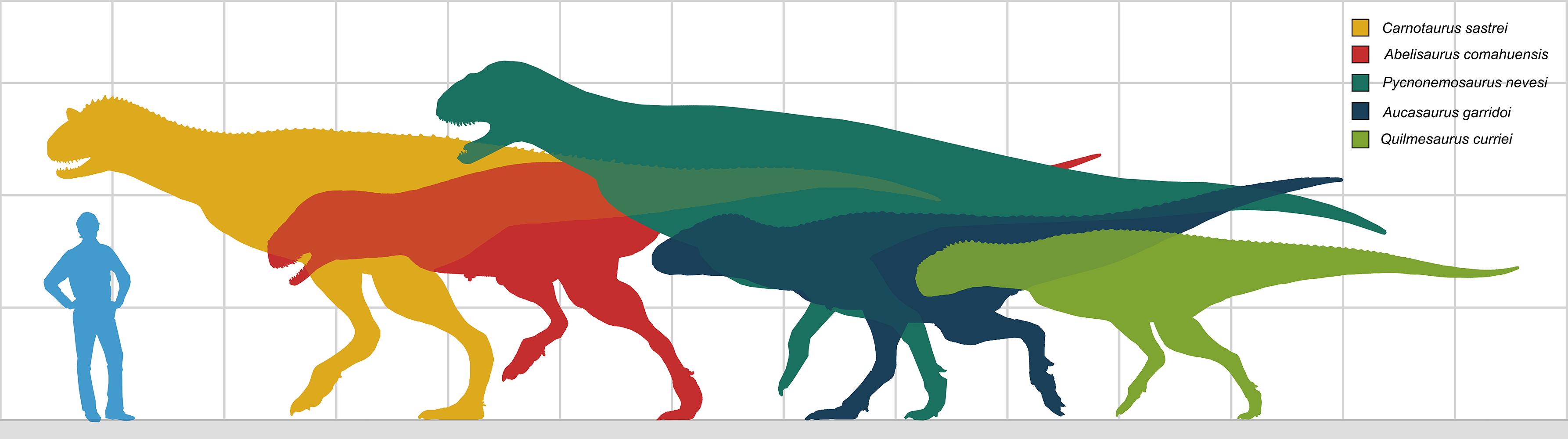
基尔梅龙（最右）与其它“食肉牛龙亚科”的体型比较

然而，食肉牛龙亚科的有效性一直存在争议。尽管瓦列里等人（2007年）认为该亚科包括玛君龙、食肉牛龙、奥卡龙和胜王龙等分类单元，但其它研究结果不同。托尔托萨等人（2014年）发现该亚科是个无效分类群，因为很少有阿贝力龙科能真正符合塞里诺给出的定义。根据该分析，与玛君龙和胜王龙相比，奥卡龙和食肉牛龙实际上更接近阿贝力龙，使后两者被排除在该亚科之外。虽然塞里诺的食肉牛龙亚科定义被彻底推翻，但基尔梅龙与奥卡龙和食肉牛龙关系较近的结论则保留下来。取而代之的是食肉牛龙族，该族包括所有自奥卡龙和食肉牛龙最近共同祖先进化而来的阿贝力龙科。托尔托萨等人（2014年）的结论在很大程度上得到瓦列里等人（2007年）的支持。菲利皮等人（2007年）创建新演化支坚背龙类以包括较肌肉龙、蝎猎龙或玛君龙而言更接近食肉牛龙的阿贝力龙科，并将基尔梅龙归入其中。
瓦列里等人（2007年）未能发现本属的任何自衍征，因此得出结论称基尔梅龙是个不确学名。

## 古生态学
艾伦组据信是一个潮湿的沿海环境，随着海平面上升逐渐从淡水漫滩转化为沼泽河口，再变成浅水泻湖。该地区居住着各种水生生物，包括各种鱼类、青蛙和海龟，更晚的时候甚至包括一些海洋爬行动物如各种蛇颈龙类（包括薄板龙科和双臼椎龙科。植物包括棕榈树和罗汉松科的松柏门，它们形成了茂密的森林和湿地。

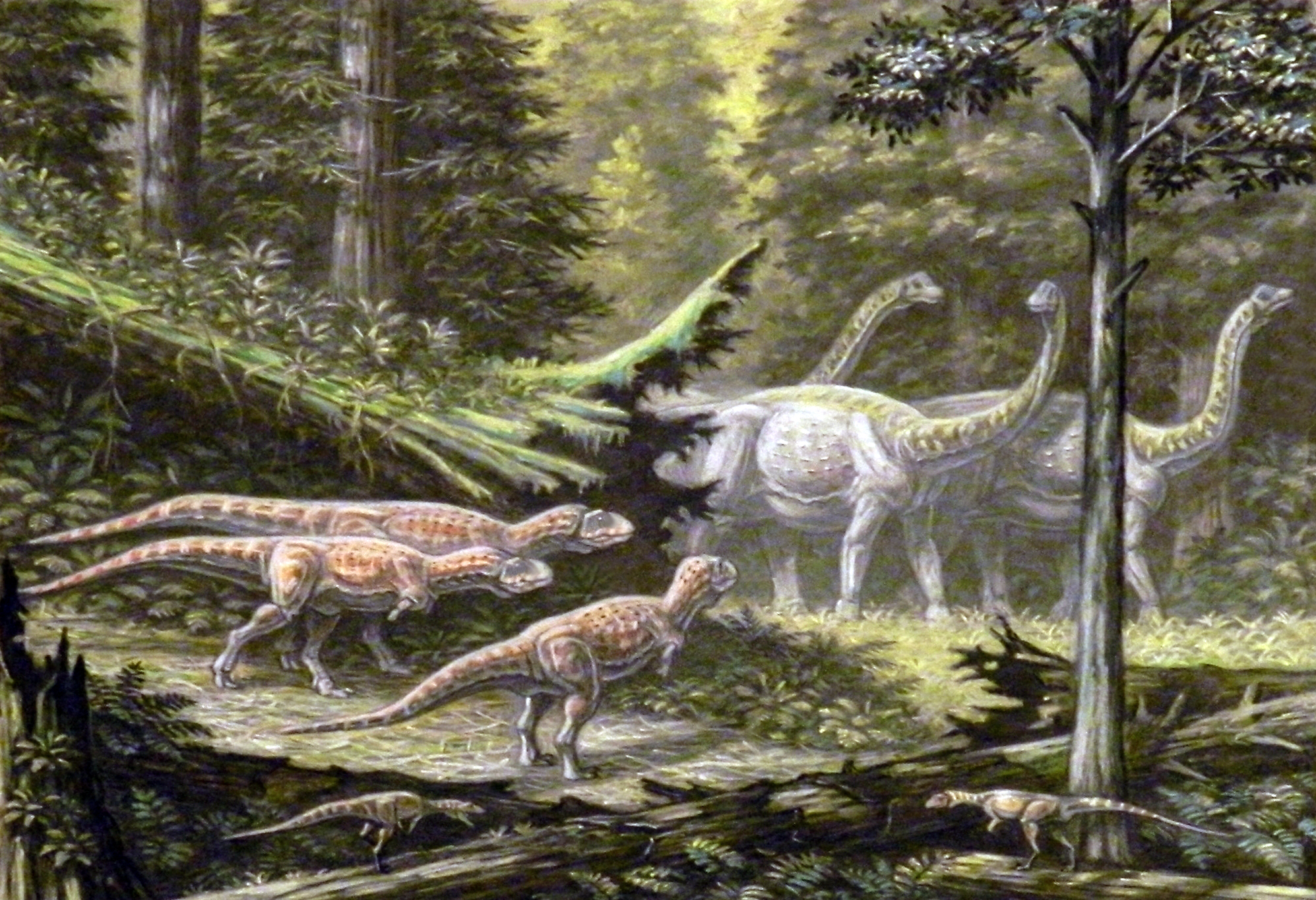
基尔梅龙观察萨尔塔龙

陆生动物遗骸在该地层中也很常见。已知有一种不确定的喙头目以及许多蛇类分类单元，包括巨蛇科的巴塔哥尼亚蛇与阿拉米托斯蛇。该地区的其它非恐龙动物包括翼龙目的风巨神翼龙及各种哺乳动物。
艾伦组发现的恐龙遗骸包括种类繁多的泰坦巨龙类（萨尔塔龙、风神龙、拉布拉达龙、洛卡龙等）和一种有效性存疑的鸭嘴龙科（南似鸭龙）。除基尔梅龙外，兽脚类还包括大型驰龙科（半鸟亚科）南方盗龙、一种基干扇尾亚纲鸟类（阈鸟）和一种白垩鸟科（拉马克鸟）。一颗牙齿被归入鲨齿龙科，该牙齿是已知生存年代最晚的鲨齿龙科化石之一，因为该科的著名成员（南方巨兽龙、马普龙）的生存年代较之早了数百万年。地层中还发现了不确定的结节龙科遗骸，包括椎骨、皮内成骨、股骨及牙齿。
艾伦组也以发现大量蜥脚类恐龙蛋闻名。上艾伦组的巴约－德－圣罗萨（bajo de Santa Rosa）地区发现了筑巢地，部分蛋化石被归入蛋属圆形蛋，蛋壳结构表明它们是在非常潮湿的环境中孵化。